# Campionati europei di pattinaggio di figura 1900
I Campionati europei di pattinaggio di figura 1900 sono stati la 8ª edizione della competizione di pattinaggio di figura. Si sono svolti il 21 gennaio 1900 a Berlino, in Germania. 

## Podi
| Evento                      | Oro            | Punteggio | Argento      | Punteggio | Bronzo       | Punteggio |
| Singolo maschile (dettagli) | Ulrich Salchow | ?         | Gustav Hügel | ?         | Oscar Holthe | ?         |

## Medagliere
| Posiz. | Nazione  | Oro | Argento | Bronzo | Totale |
| ------ | -------- | --- | ------- | ------ | ------ |
| 1      | Svezia   | 1   | 0       | 0      | 1      |
| 2      | Austria  | 0   | 1       | 0      | 1      |
| 3      | Norvegia | 0   | 0       | 1      | 1      |
| Totale | Totale   | 1   | 1       | 1      | 3      |